# Matkovich Pál (író)
Matkovich Pál, Matkovics, írói nevén Bús Vitéz vagy Senki Pál (Kiliti, Somogy vármegye, 1836. február 22. – Budapest, 1887. február 25.) magyar író, humorista, lapszerkesztő, publicista, műfordító.

## Élete
Igen népszerű humoros elbeszélésíró volt az 1850-es és 1860-as években a fővárosban, ahol az irodalomnak élt. Sok nyomorúságon ment keresztül, 1883-ban meghalt fia, Barna Sándor, aki szorgalmas művelője volt az ifjúsági irodalomnak; szeme világa mindinkább gyengült, emiatt a pesti biztosító intézetnél egy ideig viselt hivatalát is elvesztette, s végül majdnem megvakult. Temetéséről az írói segélyegylet gondoskodott.

## Munkái
1. Szarkalábok. Pest, 1860. két kötet.
2. Ezermester. Uo. 1861. (2. kiadás. Névtelenűl. 6. kiad. Uo. 1878. Ism. Nefelejts)
3. Igaz is, nem is. Elbeszélések. Uo. 1862. két kötet.
4. Szellemi comfortábli. (Humorisztikai gyűjtemény. Uo. 1864. két kötet. Két kiadás.)
5. Szabad egyház a szabad államban. Montalembert gróf után ford. Uo. 1864.
6. A maison dorée titkai. Ponson du Terrail után ford. Uo. 1864.
7. Két város. Boz Dickens után ford. D. B. és B. V. Uo. 1865. két kötet.
8. A gyermekek nevelése. dr. Hufeland után ford. Uo. 1865.
9. 100 kis történet. Hoffmann F. után ford. Uo. 1865. (2. kiadás. Uo. 1868.)
10. 50 kis mese. Uo. 1865. (Hoffmann Ferencz után ford. névtelenűl.)
11. Benyovszky gróf. Mühlbach L. után ford. B-s. V-z. Uo. 1866. négy kötet.
12. Egy szép vipera, angol regény ford. B. V. Uo. 1867. két kötet.
13. Tündérmesék. Bechstein után ford. Uo. 1867. (Kis Nemz. Múzeum 6.)
14. A vén kisasszony titkai. Marlitt után ford. Uo. 1868. két kötet.
15. 50 uj mese. Hoffmann F. után ford. Uo. 1868. (Névtelenűl.)
16. A szép rabszolgaleány. Lascelles Carolina után ford. Uo. 1868. (M. Hölgyek Könyvtára 11.)
17. Ne vigy minket a kisértetbe. (Regényhősnő.) Flygare-Carlén E. után ford. Uo. 1869. két kötet.
18. Árnyképek. Elbeszélések. Uo. 1871.
19. Répahős. Uo. 1873.
20. Dombey és fia. Boz Dickens után. Uo. 1874. (Ifjusági Olcsó Könyvtár 12–14.)
21. Az ős római időkből. Korrajzok. Simmons Tivadar után ford. Uo. 1875. (Kis N. Múz. 32.)
22. Köszöntő. Uo. 1875. (4. kiadás.)
23. A javából. Képtelenségek 100 képpel Jankó Jánostól. Uo. év n.
24. Senki Pál történeteiből. Bpest, 1881. (Szépirod. Könyvtár 3. sz.)

Halála előtt nejéhez írt végrendeletében közölte 67 kötetből álló munkáinak címjegyzékét (Függetlenség 1887. 58. sz.); ebben szerepelnek még következő munkáinak hiányos címei:
25. Tréfák.

26. Pohárköszöntők.

27. Külföldi elbeszélések, két kötet.

28. Hunyady Mátyás király.

29. Lenkő.

30. Aranyos Erzsike, Marlitt után. Két kötet.

31. Duval-ügy, franczia regény.

32. Szerencse föl, német regény. Két kötet.

33. Két házasság angol regény.

34. Ifjúsági olvasmányok.
Elbeszéléseket és humoreszkeket írt a következő lapokba: Napkelet (1857–59.), Nővilág (1857–52., mely lapnak egy ideig segédszerkesztője volt), Kalauz (1858.), Vasárnapi Ujság (1858.), Szépirodalmi Figyelő (1862.), Divatcsarnok (1863.), Családi Kör (1864.), Fővárosi Lapok (1865. 1868–69.) stb.
Szerkesztette a Fekete Leves c. gunyoros élclapot 1861. április 6-ától december 22-éig; miután a lapjában december 10-én közölt cikkéért az akkori cs. kir. katonai hatóság által egy havi fogságra ítéltetett, a lap megszűnt; 1867. január 13-án újra megindult, de csak két száma jelent meg; a Nevessünk c. humorisztikus naptárat is szerkesztette 1870-től 1883-ig. Írt vígjátékot is Egy szép asszony betegje címmel (egyfelvonásos), amely 1859. október 20-án a nemzeti színházban előadatott.